# 證明太多
證明太多（英語：Proving too much），是指論證不只得出了論者想要的結論，還能得出更多顯然錯誤或不合理的結論。
如果接受這種論證，就必須接受那些結論，但那些結論是顯然不可接受的，根據歸謬法，原論證一定有瑕疵，比如前提有問題或推理過程有誤，因而證明太多是推論失效，為一種非形式謬誤。
證明太多的論證，常常取決於「荒謬」結論的規範評斷，因此「證明太多」的說法常常是被挑起以反對被反對的結論的，而這種宣稱也因此常常具有爭議性。一些看法認為，指出對手「證明太多」可以是一種歸謬法的應用。

## 示例
- 安瑟莫（Anselm）聲稱「上帝存在，這是因為上帝是可想像的存在中最偉大的，且存在比不存在還偉大」

一些人認為，這說法可能會犯下證明太多的錯誤，因為同樣的理解，可用以證明任何最完美事物的存在，這其中包括島嶼和果凍甜甜圈等等。

## 外部連結
- （英文）Proving Too Much（页面存档备份，存于）